# Tassilone III di Baviera
Tassilone III di Baviera (742 – 794) duca dei Bavari e ultimo erede della dinastia bavarese degli Agilolfingi.

## Origine
Tassilone III era figlio del duca dei Bavari Odilone, della famiglia degli Agilolfingi e di Hiltrude (720-754), figlia del Maggiordomo di palazzo di Neustria e di Austrasia Carlo Martello.

## Biografia
Nel 748, alla morte del padre, gli subentrò nel titolo di duca di Bavari, ma inizialmente lo zio (fratellastro di sua madre) Grifone provò a entrare in competizione per la successione il trono, essendo per parte di madre imparentato con gli Agilolfingi; intervenne prontamente l'altro zio (fratello di sua madre) Pipino il Breve, maggiordomo dei regni Franchi, che impose a Grifone di ritirarsi in Neustria, dove gli aveva assegnato alcune contee, e di restituire la Baviera al nipote.
Sino al 754 governò in sua vece la madre Hiltrude.
Gli Annales Regni Francorum affermano che nel 757 Tassilone giurò fedeltà allo zio Pipino, che nel frattempo era stato incoronato re dei Franchi. Gli Annales sostengono che in quest'occasione sia diventato un vassallo franco, ma ciò avvenne più avanti, nel 787. Quest'affermazione degli Annales è interpretata da storici come Matthias Becher e Albertoni come una retrodatazione per poter giustificare la presa di potere di Carlo Magno. Di fatto, Tassilone in qualità di regnante di un ducato autonomo, portò avanti una politica indipendente dai re Franchi, intrattenne ottimi rapporti anche con il papa, (che divenne poi padre spirituale dei suoi due figli).
Sposò Liutberga, figlia di Desiderio, re dei Longobardi (756 – 774), con cui era in buoni rapporti e collaborava per arginare gli Avari sui confini orientali. Nel 772 Tassilone sconfisse gli slavi della Carantania, espandendo il ducato verso sud, occupando le attuali Carinzia, Stiria e Carniola. A seguito di questa conquista, con la collaborazione dell'allora abate di Scharnitz Atto, poi vescovo di Frisinga, cercò di convertire al cristianesimo gli Slavi stabilitisi tra la Drava e la Sava.
Nel 774, quando Carlo Magno attaccò il regno longobardo,Tassilone non fece nulla per aiutare il suocero. Capì quanto fosse pericoloso Carlo Magno che, dopo l'occupazione dell'Italia, ormai aveva accerchiato la Baviera. Nel 781 Tassilone si dovette recare a Worms per giurare la propria fedeltà a Carlo Magno.
Nel 787, dopo che il Papa Adriano I gli aveva rifiutato il suo aiuto, Tassilone venne attaccato da Carlo Magno, che il 3 ottobre lo obbligò a confermargli la propria fedeltà nei pressi di Augusta.
Ritornato a Ratisbona, la sua capitale, riprese i soliti intrighi, influenzato dalla moglie, che non aveva dimenticato il trattamento riservato ai suoi familiari da Carlo Magno (oltre ad imprigionare il padre e costringere all'esilio il fratello Adelchi, nel 771 aveva ripudiato la sorella Desiderata).
Tassilone cercò forse di allearsi agli Avari, nemici dei Franchi, ma nel 788, tradito da nobili filo-franchi, fu arrestato e processato prima di poter agire. Gli Annales raccontano che inizialmente fu condannato a morte, infatti l'accusa di tradimento era l'unica che prevedeva la pena di morte, ma in considerazione della parentela fu chiuso in convento, così come la moglie Liutberga ed i due figli, Teodone III di Baviera e Teodeberto. Inoltre, Eginardo nella Vita Karoli in questo episodio sottolinea ancora una volta la pazienza e la magnanimità di Carlo per aver alleggerito la pena.
Carlo Magno abolì il ducato e al governo della Baviera, mise un prefetto, il cognato alemanno Geroldo di Baviera, e dopo aver costretto Tassilone, al concilio di Francoforte sul Meno, a rinunciare pubblicamente a tutti i suoi domini, nel 794, la Baviera, così come la Carinzia, vennero riunite al regno dei Franchi, sotto la diretta autorità regale. Vennero riorganizzate anche le diocesi, per ridurre e progressivamente eliminare quei vescovi, chierici e monasteri fedeli agli Agilolfingi, e in particolare a Tassilone III.
Nel 782 Tassilone III aveva fondato l'abbazia di Frauenchiemsee, sita sulla Fraueninsel.

## Discendenza
Liutberga diede a Tassilone due maschi e due femmine:
- Teodone III;
- Teodeberto;
- Cotani;
- Rotrud.